# اشچینسکی
اشچینسکی (به لاتین: Trzcińskie) یک منطقهٔ مسکونی در لهستان است که در Gmina Turośl واقع شده‌است.

## خصوصیات
اشچینسکی ۷۶ نفر جمعیت دارد.